# Acronicta yangtseana
Acronicta yangtseana là một loài bướm đêm trong họ Noctuidae.